# Aspitates fenica
Aspitates fenica là một loài bướm đêm trong họ Geometridae.